# Batalha do Rio Perlis
A Batalha do Rio Perlis foi um encontro armado que se deu em 1547 no Rio Perlis, na península da Malásia, entre uma frota Portuguesa e outra Achém. Os Portugueses alcançaram uma vitória completa sobre a frota Achém, que foi quase totalmente destruída.

## Contexto
Às duas da manhã de 9 de Setembro de 1547, uma frota achém aproximou-se da cidade de Malaca pretendendo atacá-la de surpresa. Contava a frota com 3 galés, 57 lancharas, 5000 homens entre marinheiros e guerreiros, 300 ourobalões, mais 80 mercenários do Império Otomano, dos quais 20 eram antigos janízaros de origem grega. Comandava-a o antigo rei de Pedir, Bayaya Soora e esperava o sultão de Achém conquistar território na margem oposta do Estreito de Malaca, sobre a península da Malásia.

### Ataque achém a Malaca
Estava a noite nebulosa ou chuvosa e, sob o manto da escuridão, começaram os achéns a desembarcar perto de Malaca, mas foram detectados por um grupo de gansos deixados de guarda e inesperadamente emboscados pelos portugueses, que se encontravam perfeitamente a par da sua aproximação e receberam-nos a tiro, matando muitos. Reembarcados apressadamente os achéns, enviou mais tarde Bayaya Soora uma bombástica e pomposa mensagem aos portugueses por via de uns pescadores que capturou, mutilou, e o seu sangue utilizou para redigi-la: desafiava o capitão de Malaca, Simão de Melo para um duelo e, entre outras coisas, ameaçava "considerar o rei de Portugal como o mais baixo vassalo de Achém" caso não respondesse.
| “ | Bayaya Soora, que para sua honra traz guardado em púcaros de ouro fino o riso do grão soldão Alaradim, castiçal da santa casa de Meca, com perfumes de suave cheiro, Rei do Achem, e das terras de um, e outro mar, faço-te saber, para que tu o escrevas ao teu Rey, que eu estou neste seu mar causando, e metendo terror, e espanto a esta fortaleza com o meu fero bramido: e muito a seu pesar aqui estou pescando, e aqui estarei em quanto me der na vontade: e disto tomo por testemunhas a terra, e as nações que habitam nela, com todos os elementos até o Céu da lua, aos quais certifico com a palavra da minha boca, que o teu rei está desbaratado, e vencido, sem reputação, sem valor: e as suas bandeiras abatidas e arrastadas por terra, e jamais se poderão arvorar, salve se lher der licença para isso quem ganhou esta vitória. Pela qual metendo a sua cabeça debaixo dos pés do meu rei fique deste dia por diante rendido, súbdito e escravo. E até que tu mesmo confesses esta verdade, desta hora, e deste lugar, em que me acho, te reto e desafio, se tu te sentes com ânimo de a contradizer em seu nome. | ” |

A mensagem foi recebida com humor pelas autoridades portugueses mas, de resto, ignorada, pelo que os achéns retiraram-se.

### Preparativos dos portugueses

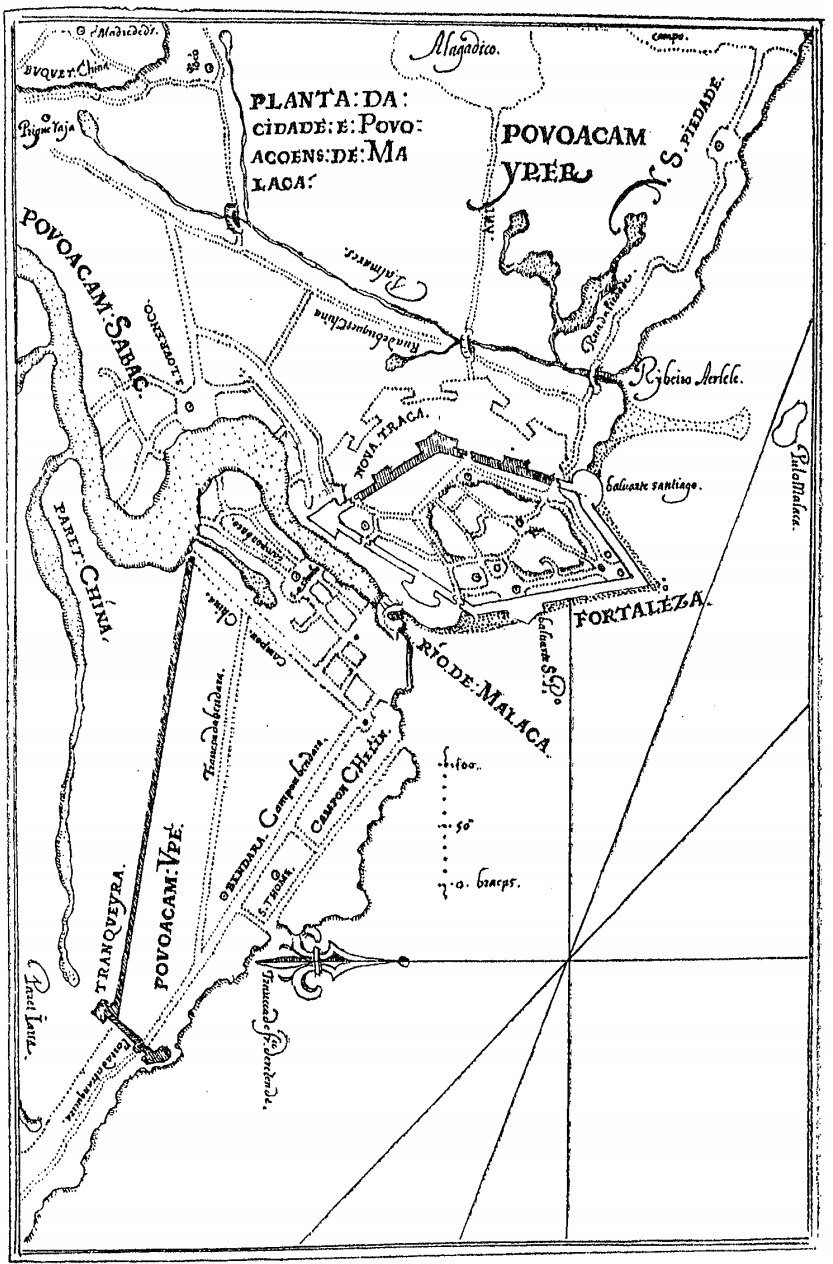
Plano da praça-forte de Malaca.

A esta data, residia na cidade o notável missionário Jesuíta Francisco Xavier, que publicamente criticou a guarnição da fortaleza por não ter dado perseguição aos achéns. Convenceu o Jesuíta a serem armadas nove fustas e 230 soldados, mais número não registado de remadores, auxiliares asiáticos e escravos-de-peleja para dar batalha aos achéns, tendo toda a cidade de Malaca contribuído com provisões voluntariamente. A 25 de Outubro a frota portuguesa levantou âncora, sob o comando de D. Francisco de Eça.

### O logro do Sultão de Jor
Pouco tempo depois da partida de D. Francisco de Eça, uma grande frota com 300 embarcações, comandada pelo Sultão de Jor em pessoa ancorou próximo de Malaca, no Rio de Muar. Tendo o sultão sido informado de que uma frota portuguesa havia recentemente partido para combater os achéns, entregou ao capitão Simão de Melo os seus pêsames pela "destruição total" da força portuguesa, e requereu autorização para ancorar dentro do porto da cidade e até desembarcar as suas tropas para ajudar a proteger a cidade dos achéns! Suspeitou o capitão Simão de Melo de traição e recusou educadamente a oferta, alegando ao sultão que uma "grande vitória" havia, na verdade, sido alcançada e tinha soldados mais que suficientes para defender Malaca. Não se deu o sultão por convencido e enviou alguns navios ligeiros para norte a recolher informação.

## A batalha

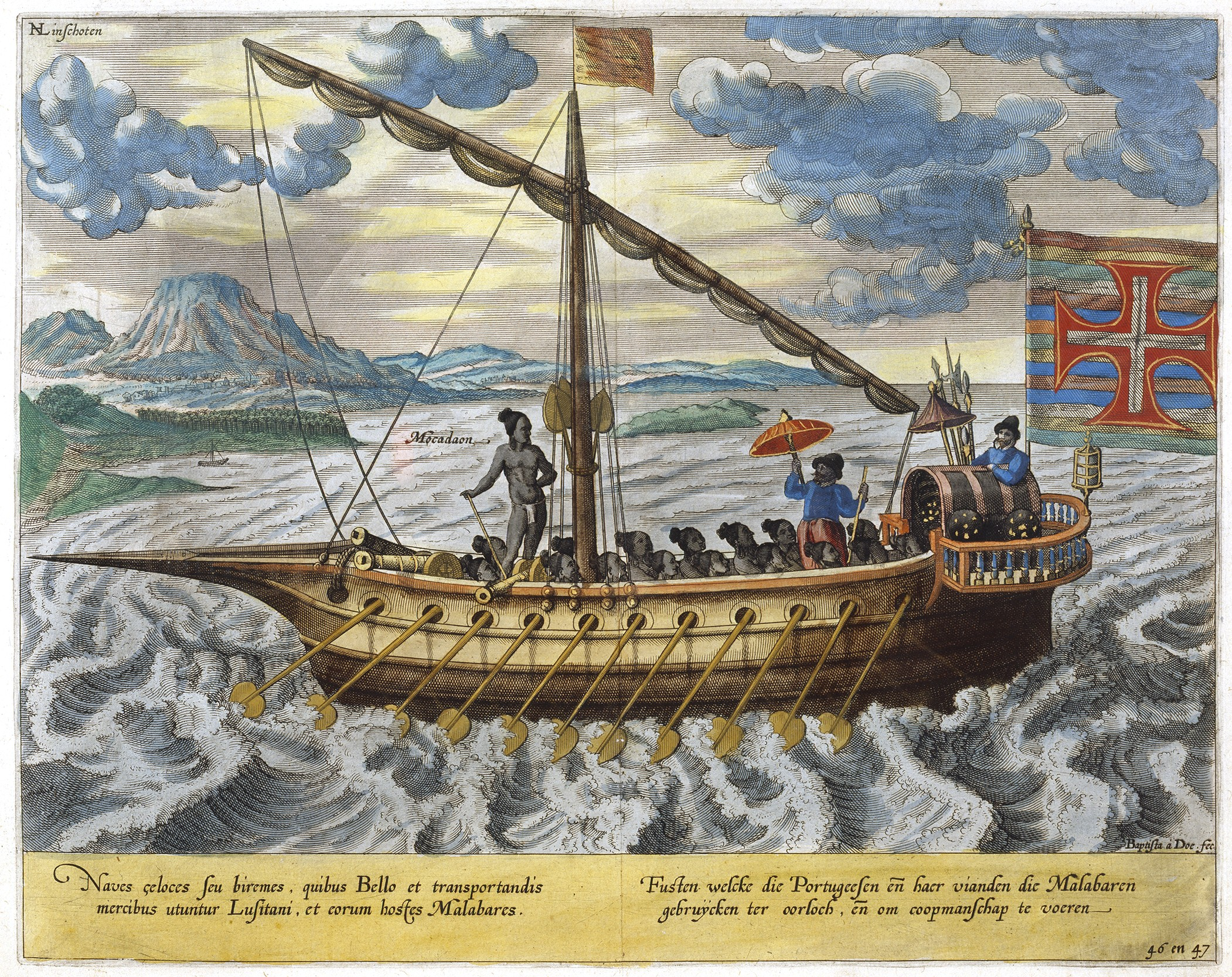
Fusta portuguesa.

Fora D. Francisco instruído a não passar a norte da ilha de Pulo Sambilão. Chegando ao arquipélago na qual esta ilha se situava, porém, abateu-se sobre os navios uma tempestade que impediu-os de virar para trás e tendo os capitães portugueses reunido um conselho de guerra, decidiram prosseguir para a Tenasserim..
A pequena esquadra arribou ao Rio de Perlis para fazer aguada mas descobriram por intermédio de pescadores que, por acaso, a frota achém também se encontrava ancorada ali, mais a montante e já haviam conquistado Perlis, saqueado as povoações circundantes, morto ou escravizado milhares e erigiam uma fortaleza.
Assim que tomaram posse destas informações, D. Francisco visitou todos os navios a encorajar os seus homens com palavras de ânimo para a batalha que se avizinhava. A frota achém também soube da chegada dos portugueses e dirigia-se para os combater: foram avistados a navegar em formação, mas careciam de artilharia pesada e como o rio era estreito, não podiam tomar partido da sua superioridade numérica.

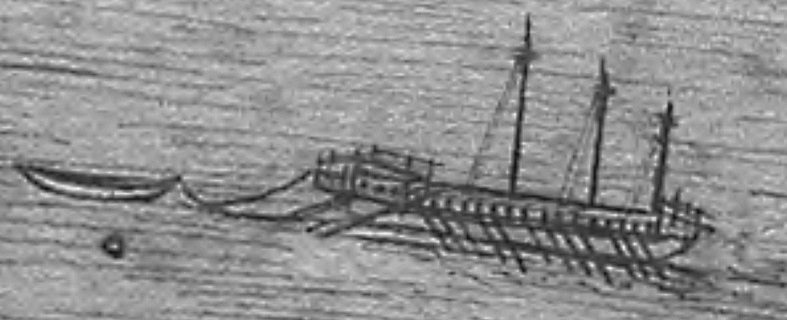
Galé achém com três mastros, desenhada pelos portugueses em 1568.

Os artilheiros achéns dispararam muito cedo e os seus tiros não alcançaram os portugueses. Chegados muito perto, os portugueses dispararam uma salva de artilharia que danificou as três galés turcas na dianteira, ao passo que o grande navio-almirante dos achéns foi imediatamente afundado, de que resultou os navios que lhes seguiam desorientarem-se e emaranharem-se uns nos outros. Os portugueses disparavam salvas de arcabuzaria ou lançavam bombas de pólvora contra a frota achém antes de abordarem os navios que se encontravam mais perto e passada uma hora já a batalha havia terminado, tendo quase todos os achéns saltado borda fora, encalhado os seus navios ou sido mortos na acção.

## Rescaldo
Os portugueses capturarm 300 canhões, 800 arcabuzes, grande número de armas brancas, muitas das quais ricamente decoradas a ouro ou encrustadas com pedras preciosas e 45 navios, dos quais 20 foram incendiados. Os portugueses perderam  29 homens, ao passo que milhares de achéns foram mortos na acção. O sultão de Perils, que havia perdido a sua capital e recuado para Patani, reagrupou as suas tropas, contra-atacou com 500 homens e reconquistou o seu reino, tendo morto 200 achéns. Mais tarde reuniu-se o sultão com D. Francisco e firmou uma aliança com Portugal, aceitando tornar-se um vassalo tributário.
D. Francisco foi recebido em triunfo com as suas tropas em Malaca. Ao saber que os achéns haviam, de facto, sido derrotados, o sultão de Jor agrediu o seu mensageiro que lhe entregou a informação e partiu de Muar.